# Campionato europeo dei piccoli stati femminile di pallavolo 2015
Il campionato europeo dei piccoli stati femminile di pallavolo 2015 si svolgerà dal 15 al 17 maggio 2015 a Schaan, in Liechtenstein: al torneo parteciperanno cinque squadre nazionali europee di stati con meno di un milione di abitanti e la vittoria finale è andata per la sesta volta, la quarta consecutiva, a Cipro.

## Qualificazioni
Al torneo hanno partecipato: la nazionale del paese ospitante e quattro nazionali provenienti dai gironi di qualificazione.

## Impianti
|                                                                              |  |  |
|                                                                              |  |  |
| Sport und Freizeitzentrum Resch Città: Schaan Capienza: - Anno d'apertura: - |  |  |

## Regolamento

### Formula
Le squadre hanno disputato un'unica fase con formula del girone all'italiana.

### Criteri di classifica
Se il risultato finale è stato di 3-0 o 3-1 sono stati assegnati 3 punti alla squadra vincente e 0 a quella sconfitta, se il risultato finale è stato di 3-2 sono stati assegnati 2 punti alla squadra vincente e 1 a quella sconfitta.
L'ordine del posizionamento in classifica è stato definito in base a:
- Numero di partite vinte;
- Punti;
- Ratio dei set vinti/persi;
- Ratio dei punti realizzati/subiti;
- Risultati degli scontri diretti.

## Squadre partecipanti
| Squadra       | Qualificazione                            | Ultima partecipazione |
| ------------- | ----------------------------------------- | --------------------- |
| Cipro         | 1ª al torneo di qualificazione (girone A) | Malta 2013            |
| Fær Øer       | 1ª al torneo di qualificazione (girone B) | Malta 2000            |
| Liechtenstein | Paese organizzatore                       | Lussemburgo 2011      |
| Lussemburgo   | 2ª al torneo di qualificazione (girone B) | Malta 2013            |
| Scozia        | 2ª al torneo di qualificazione (girone A) | Malta 2013            |

## Torneo

### Risultati
| 15 maggio 2015 Sport und Freizeitzentrum Resch, Schaan Durata: 1h:57 - Spettatori: 120 | Cipro         | 3 - 1 | Lussemburgo   | 22-25, 25-11, 25-14, 25-20        |
| 15 maggio 2015 Sport und Freizeitzentrum Resch, Schaan Durata: 2h:03 - Spettatori: 150 | Scozia        | 3 - 2 | Fær Øer       | 25-18, 16-25, 18-25, 25-19, 15-9  |
| 15 maggio 2015 Sport und Freizeitzentrum Resch, Schaan Durata: 1h:23 - Spettatori: 350 | Lussemburgo   | 3 - 0 | Liechtenstein | 25-23, 25-22, 25-21               |
| 16 maggio 2015 Sport und Freizeitzentrum Resch, Schaan Durata: 2h:07 - Spettatori: 80  | Scozia        | 2 - 3 | Cipro         | 25-19, 21-25, 16-25, 25-22, 9-15  |
| 16 maggio 2015 Sport und Freizeitzentrum Resch, Schaan Durata: 1h:38 - Spettatori: 250 | Fær Øer       | 3 - 1 | Liechtenstein | 21-25, 25-14, 25-21, 25-11        |
| 16 maggio 2015 Sport und Freizeitzentrum Resch, Schaan Durata: 1h:14 - Spettatori: 100 | Lussemburgo   | 0 - 3 | Scozia        | 12-25, 15-25, 19-25               |
| 16 maggio 2015 Sport und Freizeitzentrum Resch, Schaan Durata: 1h:55 - Spettatori: 120 | Cipro         | 3 - 2 | Fær Øer       | 25-22, 17-25, 17-25, 25-20, 15-7  |
| 17 maggio 2015 Sport und Freizeitzentrum Resch, Schaan Durata: 1h:09 - Spettatori: 120 | Liechtenstein | 0 - 3 | Scozia        | 15-25, 19-25, 12-25               |
| 17 maggio 2015 Sport und Freizeitzentrum Resch, Schaan Durata: 2h:00 - Spettatori: 200 | Fær Øer       | 2 - 3 | Lussemburgo   | 22-25, 25-23, 25-22, 20-25, 10-15 |
| 17 maggio 2015 Sport und Freizeitzentrum Resch, Schaan Durata: 1h:14 - Spettatori: 100 | Liechtenstein | 0 - 3 | Cipro         | 18-25, 14-25, 21-25               |

### Classifica
| Pos | Squadra       | Pt | G | V | P | SV | SP | Ratio | PF  | PS  | Ratio |
| --- | ------------- | -- | - | - | - | -- | -- | ----- | --- | --- | ----- |
| 1   | Cipro         | 10 | 4 | 4 | 0 | 12 | 5  | 2.400 | 377 | 318 | 1.185 |
| 2   | Scozia        | 9  | 4 | 3 | 1 | 11 | 5  | 2.200 | 345 | 292 | 1.181 |
| 3   | Lussemburgo   | 5  | 4 | 2 | 2 | 7  | 8  | 0.875 | 301 | 340 | 0.885 |
| 4   | Fær Øer       | 6  | 4 | 1 | 3 | 9  | 10 | 0.900 | 393 | 379 | 1.036 |
| 5   | Liechtenstein | 0  | 4 | 0 | 4 | 1  | 12 | 0.083 | 234 | 321 | 0.729 |

## Podio

### Campione
Formazione: 1 Zoi Konstantopoulou, 3 Stella Constantinou, 4 Erika Zembyla, 5 Pola Dimitriou, 6 Despoina Konstantinou, 8 Katerina Zakchaiou, 9 Maria Konstantinou, 10 Aspasia Hadjichristodoulou, 11 Elena Mosfilioti, 13 Antri Iordanou, 14 Ioanna Leonidou, 15 Vasiliki Chatzikonstanta, CT: Petros Patsias

### Secondo posto
Formazione: 1 Linsey Buten, 2 Laura McReady, 3 Joanne Morgan, 4 Carly McKinlay, 5 Alexandra Dickenson, 6 Jennifer Thom, 7 Kirsty McLean, 9 Catherine Smy, 10 Lynne Beattie, 12 Mhairi Agnew, 14 Melissa Coutts, 15 Katie Barbour, CT: Craig Faill

### Terzo posto
Formazione: 1 Jil Bosquee, 4 Cindy Schneider, 5 Nathalie Braas, 6 Isabelle Frisch, 7 Annalena Mach, 8 Lara Ernster, 10 Corinne Steinbach, 11 Lili Wagner, 14 Maryse Welsch, 16 Michèle Breuer, 18 Caroline Martin, 20 Liz Beffort, CT: Detlev Schönberg

## Classifica finale
| Pos | Squadra       |
| --- | ------------- |
|     | Cipro         |
|     | Scozia        |
|     | Lussemburgo   |
| 4   | Fær Øer       |
| 5   | Liechtenstein |

## Premi individuali
| Premio                 | Nome                | Squadra     |
| ---------------------- | ------------------- | ----------- |
| MVP                    | Lynne Beattie       | Scozia      |
| Miglior palleggiatrice | Joanne Morgan       | Scozia      |
| Miglior opposto        | Zoi Konstantopoulou | Cipro       |
| Miglior schiacciatrice | Lynne Beattie       | Scozia      |
| Miglior schiacciatrice | Sofia Purkhus       | Fær Øer     |
| Miglior centrale       | Katerina Zakchaiou  | Cipro       |
| Miglior centrale       | Catherine Smy       | Scozia      |
| Miglior libero         | Maryse Welsch       | Lussemburgo |